# Meioneta mediocris
Meioneta mediocris là một loài nhện trong họ Linyphiidae.
Loài này thuộc chi Meioneta. Meioneta mediocris được Alfred Frank Millidge miêu tả năm 1991.